# Quercus incomita
Quercus incomita là một loài thực vật có hoa trong họ Cử. Loài này được E.J.Palmer miêu tả khoa học đầu tiên năm 1926.